# Ashley Rodrigues
Ashley Devia Rodrigues (* 12. September 1988 in Pickering, Ontario) ist eine kanadische Fußballspielerin und derzeitige Mannschaftskapitänin für die Guyanische Fußballnationalmannschaft der Frauen.

## Leben
Rodrigues wurde als Tochter eines Kanadiers und einer guyanesischen Mutter in Pickering, Ontario geboren. Im Alter von 10 Jahren verließ sie mit ihren Eltern Kanada und zog mit ihnen in die USA. Im Herbst 2002 kehrte ihre Familie nach Kanada zurück, wo sie von August 2002 bis Frühjahr 2006 die St. Mary’s Secondary School in ihrer Heimatstadt Pickering besuchte. Im Herbst 2006 schrieb sie sich an der Eastern Michigan University ein und machte im Frühjahr 2009 den Master of Health Administration (MHA). Im August 2011 begann sie dann ein zweites Studium an der Grand Valley State University und ging für die Fortsetzung ihre Gesundheits-Studium an die University of South Florida.

## Fußballkarriere

### Verein
Rodrigues startete ihre Karriere im Alter von vier Jahren in der Jugend des Pickering Soccer Club, bevor sie 1998 nach Florida zog. In Florida spielte sie für den Tampa Bay Elite Soccer Club und stand 2000 im lokalen Florida State Girl Auswahl Team. 2002 kehrte sie mit ihrer Familie nach Kanada zurück und spielte von Herbst 2002 bis 2005 für die St. Mary's Monarchs, den Women Soccer Team der St. Mary’s Secondary School. Nach erfolgreichen Secondary-School-Abschluss, ging sie im Herbst 2008 an die Eastern Michigan University und spielte bis 2009 für die EMU Fighting Irishs im Women Soccer Team. Nach ihrem Bachelorabschluss 2009 ging sie zum VSI Tampa Bay FC.

### Nationalmannschaft
Die ehemalige kanadische U-15-Nationalspielerin wurde erstmals 2008 für Guyana berufen und ist seit 2009 Mannschaftskapitänin der Nationalmannschaft. Seither spielte sie in 11 offiziellen FIFA Länderspielen und 7 Freundschaftsspielen für Guyana.

### Als Trainer
Im Juni 2010 wurde sie vom Michigan Alliance FC als Trainerin verpflichtet und übte diesen Job, bis zum August 2011 aus. Im August 2011 wurde sie dann Co-Trainerin während ihres Studiums an der Grand Valley State University, für deren GVSU Lakers Women Soccer Team. Im Mai 2012 ging sie nach Florida zurück und trainiert seither die U-13 Mädchen-Teams des in St. Petersburg beheimateten Greater Tampa Bay FC.